# Aktion Tagwerk
Aktion Tagwerk ist eine jährlich stattfindende bundesweite Schulkampagne für alle Altersstufen und alle Schulformen. Bekannt ist die Kampagne seit vielen Jahren unter dem Namen „Dein Tag für Afrika“. 2021 wurde sie in „Aktion Tagwerk – Dein Einsatz zeigt Wirkung“ umbenannt. In den vergangenen Jahren haben sich bereits mehr als 3,1 Millionen Schülerinnen und Schüler im Rahmen der Kampagne engagiert.
Organisiert wird die Kampagne von der gemeinnützigen Stiftung Tagwerk, die aus dem 2002 gegründeten Verein Aktion Tagwerk erwachsen ist.

## Die Kampagne
Im Zentrum steht das soziale Engagement von Kindern und Jugendlichen für Gleichaltrige in anderen Regionen der Welt – eine Solidarität, die über Ländergrenzen hinausgeht.
Im Rahmen der Kampagne „Aktion Tagwerk – Dein Einsatz zeigt Wirkung“ gehen Schülerinnen und Schüler für einen Tag arbeiten, suchen sich Sponsoren für einen Spendenlauf oder organisieren eine gemeinsame kreative Aktion im Klassenverband. Ihren Verdienst beziehungsweise die erzielten Erlöse spenden sie: Mit diesem Geld unterstützt „Aktion Tagwerk“ Projekte für Kinder und Jugendliche auf der ganzen Welt.
Schirmherrin der Kampagne ist die Ministerpräsidentin des Landes Rheinland-Pfalz, Malu Dreyer. Bundesweite Unterstützung erhält die Kampagne auch durch den Bundespräsidenten Frank-Walter Steinmeier.

## Geschichte
Der Verein ist aus den Go-For-Rwanda-Spendenläufen hervorgegangen, die Schülervertretungen aus Rheinland-Pfalz zusammen mit der Mainzer Kinderhilfsorganisation Human Help Network e. V. (HHN) seit 1995 veranstaltet haben. 2002 wird die Kampagne weiter ausgebaut: Human Help Network gründet Aktion Tagwerk als gemeinnützigen Verein.
2003 wird das Konzept der „Aktion Tagwerk“ – Schülerinnen und Schüler engagieren sich für benachteiligte Kinder und Jugendliche in anderen Regionen der Welt – erstmals in Rheinland-Pfalz umgesetzt. Im gleichen Jahr wird die Stiftung Tagwerk gegründet. 2004 findet die Kampagne „Aktion Tagwerk – Dein Tag für Afrika“ bereits in drei Bundesländern statt (Brandenburg, Nordrhein-Westfalen und Rheinland-Pfalz), 2007 zum ersten Mal bundesweit. In Zeiten der Covid-19-Pandemie stellt sich Aktion Tagwerk neu auf und wird zukünftig von der gemeinnützigen Stiftung Tagwerk bundesweit organisiert. Die Kampagne wird in „Aktion Tagwerk – Dein Einsatz zeigt Wirkung“ umbenannt. Am 5. Juli 2022 erfolgt die Eintragung zur Auflösung des Vereins Aktion Tagwerk e. V. durch das Amtsgericht Mainz. 2022 findet „Aktion Tagwerk“ zum 20. Mal statt.

## Unterstützte Projekte
Der Erlös der Kampagne „Aktion Tagwerk“ kommt Projekten in Ruanda, Uganda und weltweit zugute. Alle Tagwerk-Projekte sind langfristig ausgelegt und werden von Human Help Network e. V. in Zusammenarbeit mit lokalen Partnern umgesetzt. Schulpartnerschaften werden mit wiederkehrenden Projektfinanzierungen von Schulen unterstützt. Aufgrund der engen Verbindung von Rheinland-Pfalz und Ruanda befinden sich viele der Projekte auch direkt in Ruanda. Im Rahmen der Kampagne „Aktion Tagwerk“ ist es möglich, das Tagwerk-Projekt „Kinderfamilien in Ruanda“ als persönliches Schulpartnerprojekt zu wählen. Auf diese Weise wird eine nachhaltige Förderung und signifikante Besserung der Lebensumstände von Kindern unterstützt, die ohne Eltern aufwachsen müssen.

## Ziele für nachhaltige Entwicklung
Die Weltgemeinschaft hat sich 2015 mit der Agenda 2030 Ziele für eine globale Partnerschaft gesetzt. „Aktion Tagwerk“ will zur Erreichung der Ziele beitragen. Um diese immense Aufgabe greifbar zu machen, konzentriert sich die Kampagne bis 2030 auf vier Bereiche der nachhaltigen Entwicklungsziele, die zum Teil einander bedingen und ineinander übergehen. Diese vier Bereiche sind auch zugleich Schwerpunktthemen in den unterstützten Projekten: Bildung und Gesundheit ermöglichen, Hunger beenden und Ernährung sichern, Klima und Ressourcen schützen, Soziale Gerechtigkeit erreichen.

## Auszeichnungen
Ewald Dietrich, Vorsitzender von Human Help Network e. V. und der Stiftung Tagwerk beginnt 1995, ein Jahr nach dem Genozid in Ruanda, mit der Organisation der „Go For Rwanda“-Spendenläufe. Für dieses Engagement erhält er 2001 das Bundesverdienstkreuz am Bande. 2014 wird Aktion Tagwerk der deutsche Medienpreis Bambi in der Kategorie „Unsere Erde“ verliehen. Im darauffolgenden Jahr wird Aktion Tagwerk mit dem Kinderschutzpreis des Deutschen Kinderschutzbundes Landesverband Rheinland-Pfalz e. V. ausgezeichnet.